# Жонатан Больє-Бурго
Жонатан Больє-Бурго (англ. Jonathan Beaulieu-Bourgault, нар. 27 вересня 1988, Монреаль) — канадський футболіст, що грав на позиції півзахисника. Виступав, зокрема, за клуб «Санкт-Паулі», а також національну збірну Канади.

## Клубна кар'єра
Жонатан Больє-Бурго народився 1988 року в місті Монреаль. Розпочав займатися футболом у школі клубу «Лейкерз дю Лак-Сен-Луї». У 2006 році перебрався до Німеччини, де розпочав грати за команду «Санкт-Паулі», в якій виступав до 2008 року, взявши участь в 11 матчах чемпіонату.
У 2008 році керівництво «Санкт-Паулі» відправило канадця в оренду до іншого німецького клубу «Вільгельмсгафен», з якої він повернувся в 2009 році. У 2010 році Больє-Бурго перейшов до іншого німецького клубу «Пройсен Мюнстер», у якому грав до 2012 року. У 2013 році футболіст повернувся на батьківщину, де до 2018 року грав у нижчолігових клубах «Монреаль Карабінс», «Лейкшор» і «Монреаль Сіті».

## Виступи за збірні
У 2004 році Жонатан Больє-Бурго дебютував у складі юнацької збірної Канади, загалом на юнацькому рівні взяв участь у 7 іграх, відзначившись одним забитим голом.
Протягом 2006—2007 років Больє-Бурго залучався до складу молодіжної збірної Канади. У складі молодіжної збірної футболіст брав участь у молодіжному чемпіонаті світу 2007 року. На молодіжному рівні зіграв у 15 офіційних матчах, забив 1 гол.
У 2009 році Больє-Бурго дебютував у складі національної збірної Канади. У складі збірної був учасником розіграшу Золотого кубка КОНКАКАФ 2011 року у США. У складі збірної грав до 2013 року, провів у її складі 10 матчів, у яких забитими голами не відзначився.